# نووه میستو پود سمرکم
نووه میستو پود سمرکم (به چکی: Nové Město pod Smrkem) یک منطقهٔ مسکونی در جمهوری چک است که در ناحیه لیبرتس واقع شده‌است. نووه میستو پود سمرکم ۳٬۹۲۲ نفر جمعیت دارد.